# Музей космосу

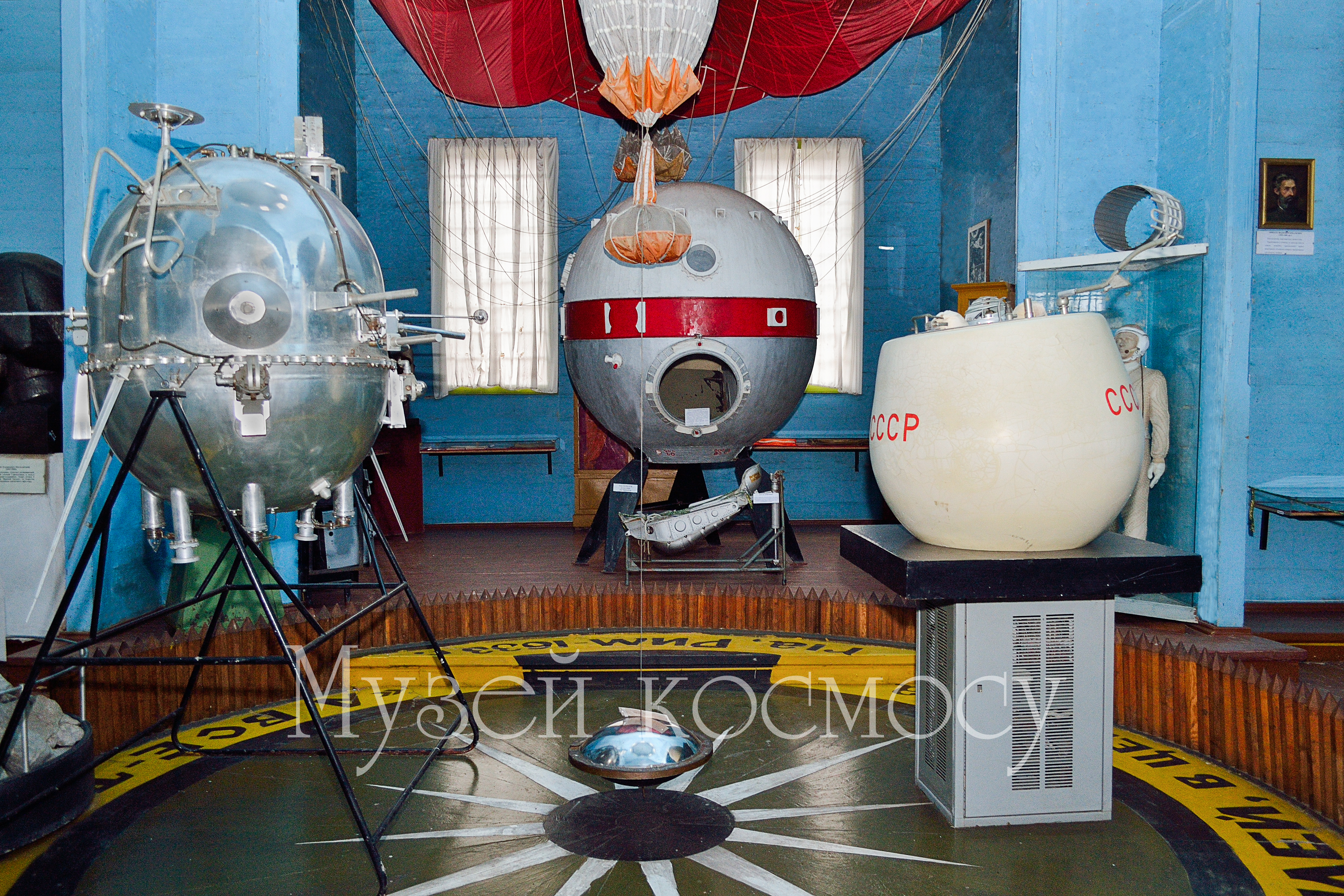
Частина експозиції. Посередині — макет орбітального відсіку космічного корабля «Союз» та крісло-ложемент.

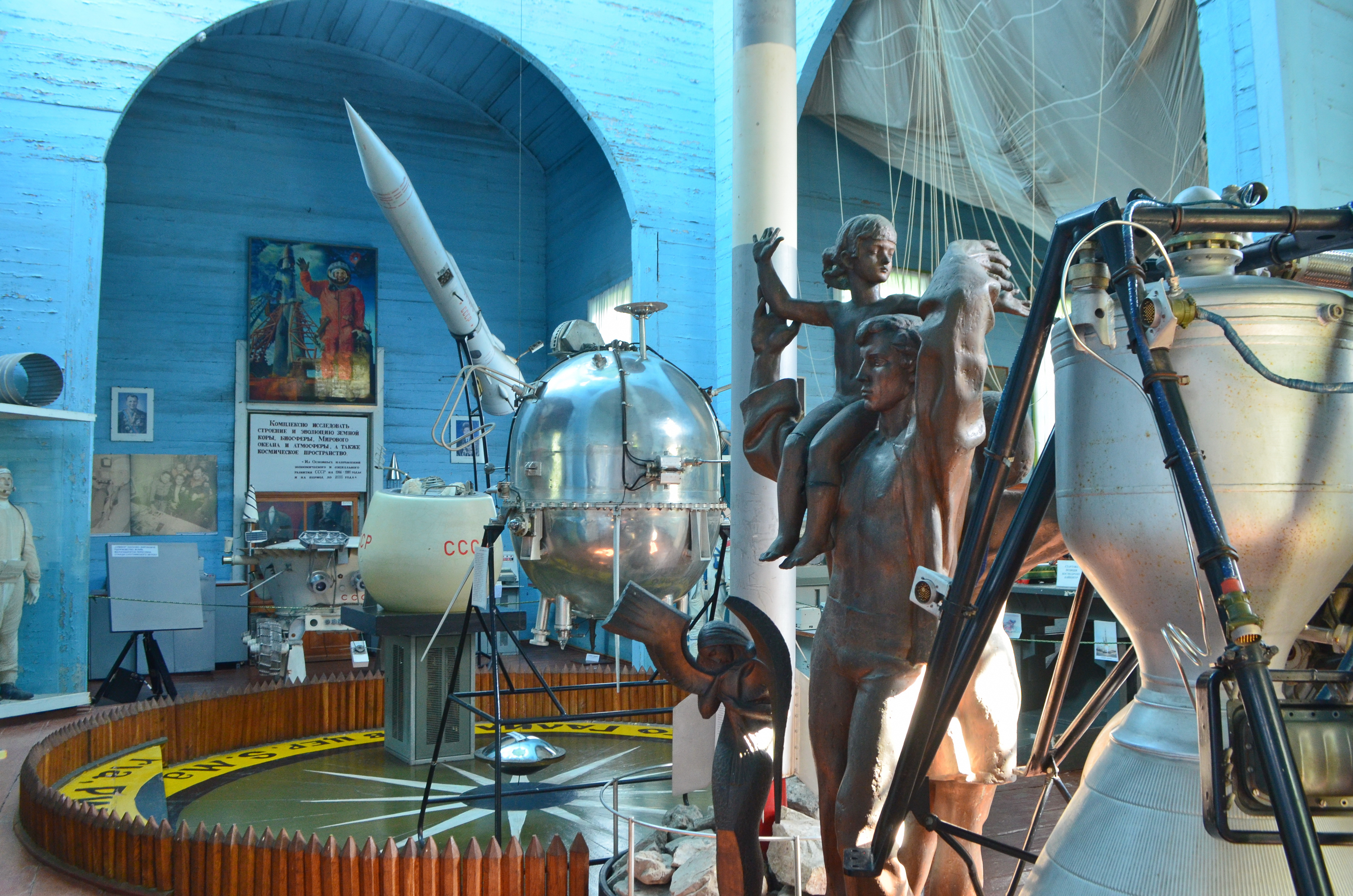
У нижньому правому куті зображено фрагмент двигуна другого ступеня ракети-носія РД-219.

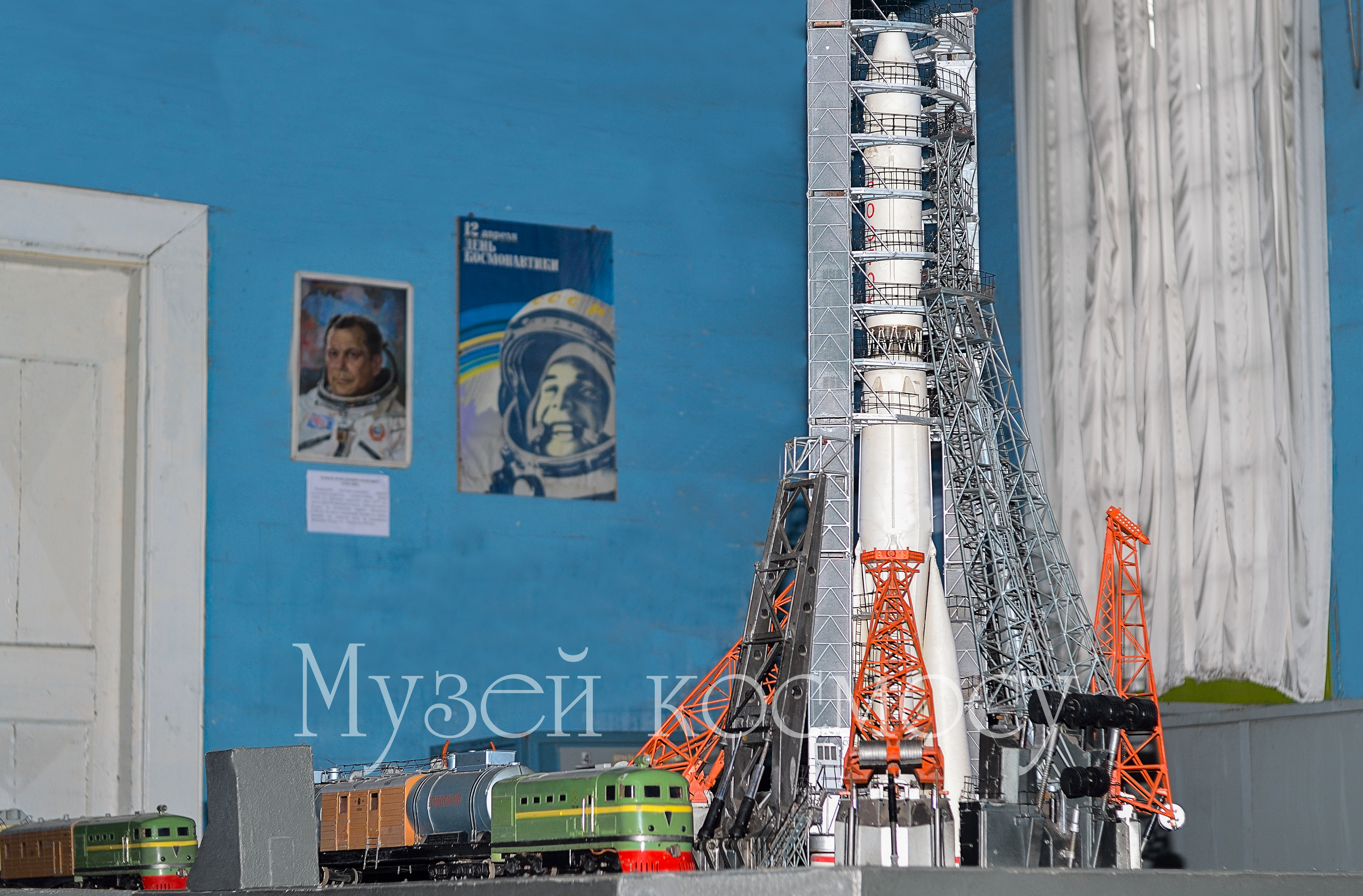
Стартова позиція ракети на космодромі «Байконур» (макет).

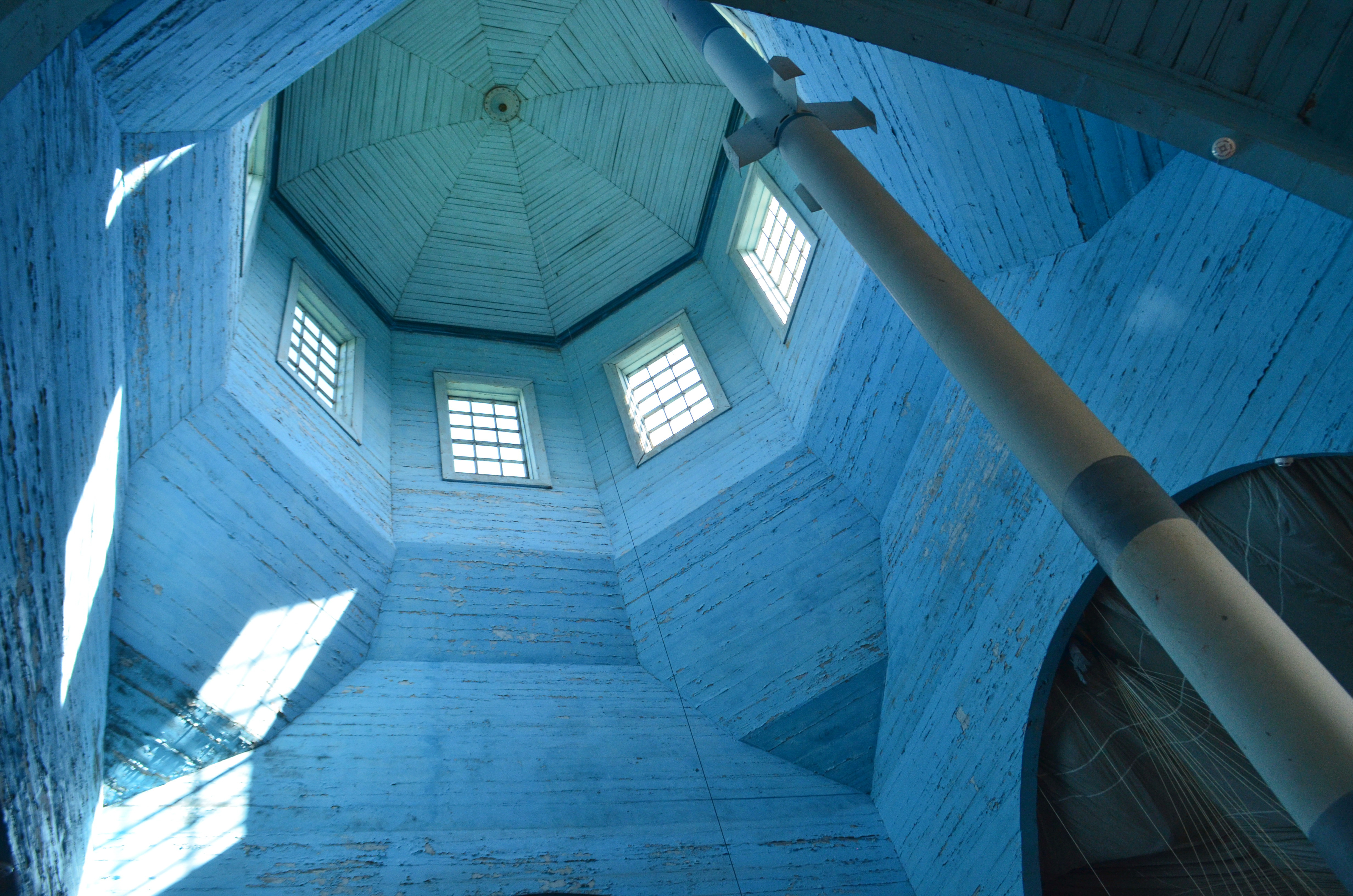
Купол церкви. Ракета.

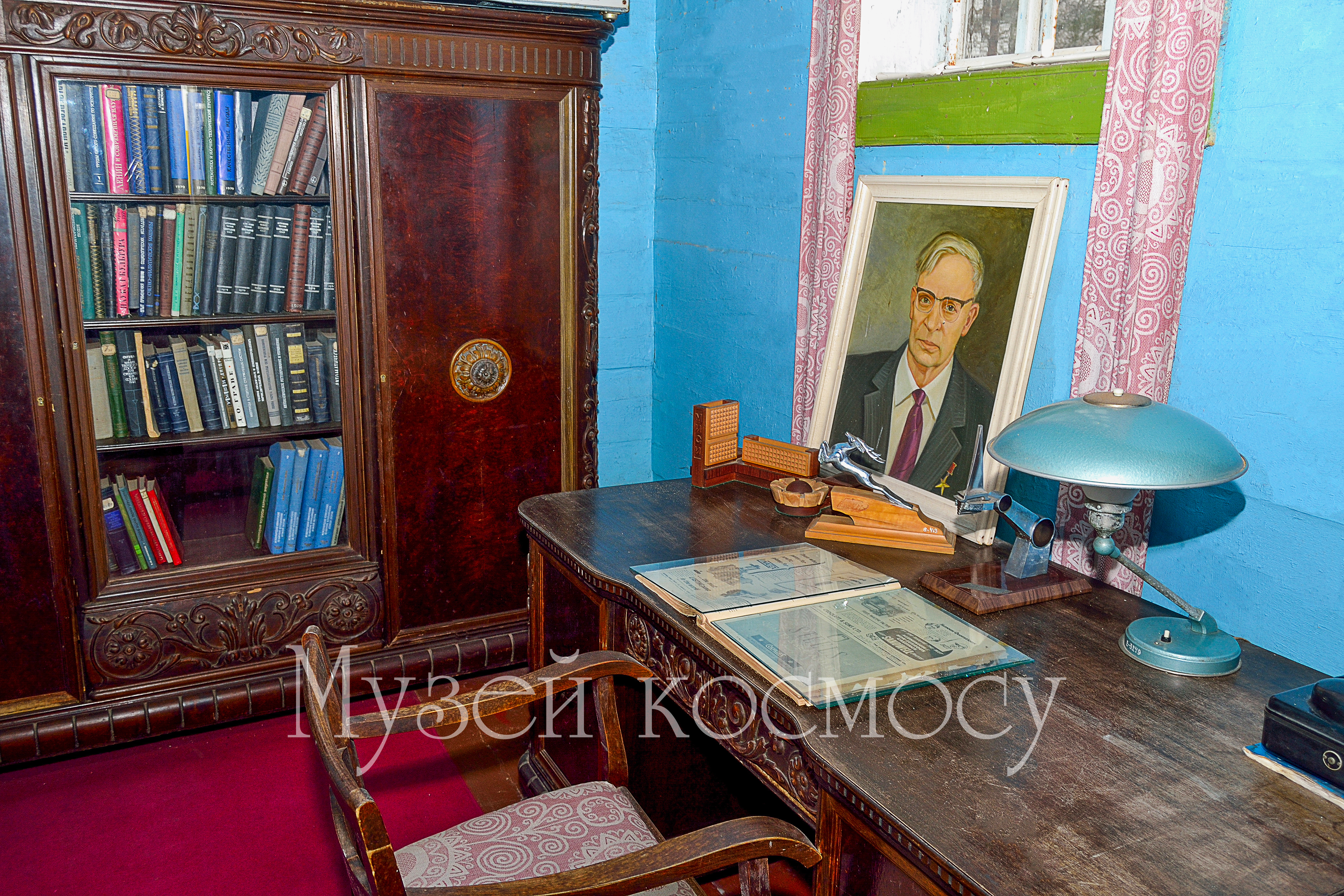
Iнтер'єр робочого кабінету академіка Олександра Ішлінського.

Музей космосу (до 2003 року — Музей світопізнання і мирного освоєння космосу) — частина Національного історико-етнографічного заповідника «Переяслав». Містить колекцію речей, пов'язаних із освоєнням космосу.

## Історія створення
Музей світопізнання та мирного освоєння космосу (з 2003 року — Музей космосу) відкрито 27 березня 1979 року. Ідея створення цього музею належала Михайлові Сікорському, але важливий вплив на її формування мали академік Олександр Ішлінський та доктор технічних наук Сергій Малашенко (1908 —1987).
Ішлінський та Малашенко розпочали активну науково-експедиційну роботу, в результаті якої зібрано багато цікавих і рідкісних предметів. Під час створення та впродовж існування музею активну допомогу подавали представники установ й організацій, що були безпосередньо чи опосередковано пов'язані з космічною галуззю: Центр підготовки космонавтів імені Юрія Гагаріна, науково-виробниче підприємство «Звєзда», павільйон «Космос» Виставки досягнень народного господарства СРСР, Інститут фізики атмосфери АН СРСР, Інститут радіотехніки та електроніки АН СРСР, Інститут електрозварювання імені Євгена Патона, Інститут механіки АН УРСР, Дирекція художніх виставок УРСР, Астрономічна обсерваторія Київського державного університету імені Тараса Шевченка тощо.
Деякі речі до музею передали космонавти Г. Т. Береговий та Л. К. Каденюк, полковник медичної служби Центру підготовки космонавтів імені Гагаріна В. О. Голубчиков, академік О. Ю. Ішлінський, культурний діяч Д. А. Громницький.

## Опис
Музей розміщений у церкві Святої Параскеви — пам'ятці архітектури 1891 року з села В'юнище Переяслав-Хмельницького району, перенесеній до заповідника в 1970-х роках. Відкритий 1979 року.

## Експозиція музею
Експозиція музею налічує понад 450 експонатів. Всі вони розташовані в п'яти умовних залах, що визначені архітектурними особливостями церкви. Експозиція демонструє історію освоєння космосу, дозволяє ознайомитись із комплексом предметів, який використовувався під час космічних польотів. Центральне місце в ній займає маятник Фуко — перший в Україні.
У музеї експонуються макети космічних апаратів, окремі складові космічних кораблів та ракет-носіїв, декілька типів спеціального спорядження. Тут є макет штучного супутника Землі (1:1), двокамерний рідинний двигун РД-219, макет некерованої двоступінчастої метеорологічної ракети «М-130», макет спускового апарата автоматичної станції «Венера-7», макет рухомої місячної лабораторії «Луноход-1», автоматичну іоносферну лабораторію «Янтар-1», крісло-ложемент з космічного корабля «Союз».
Значна частина експонатів пов'язана із забезпеченням нормального функціонування організму людини на різних стадіях польоту. Зокрема, костюм рідинного охолодження, у якому Павло Попович здійснив політ у космічному кораблі «Союз-14» у (1974), скафандр аварійного типу СК-11, у якому космонавт В'ячеслав Зудов перебував під час польоту на борту корабля «Союз-23» (1976), та скафандр для виходу у відкритий космос. Також тут є спусковий апарат, скафандр і парашут космонавта № 1 Юрія Гагаріна та інші експонати.
Окрему групу експонатів становить обладнання, призначене для підготовки та супроводу польотів, підтримки зв'язку з космонавтами. Вітрини музею також містять особисті речі космонавтів, прилади та обладнання, що використовувались для експериментів у космосі. Експозицію доповнюють мистецькі твори: скульптури, картини тощо. Велика кількість фотомонтажів розповідає про основні етапи освоєння космосу та історію розвитку космічної техніки. Чільне місце в експозиції займають відтворені робочі кабінети академіків Сергія Корольова та Олександра Ішлінського.
Один із розділів музею розповідає про сучасні досягнення української космічної галузі. Різного типу друкована продукція та фотоматеріали демонструють внесок низки наукових установ та виробничих організацій у сучасний розвиток космічної галузі України.

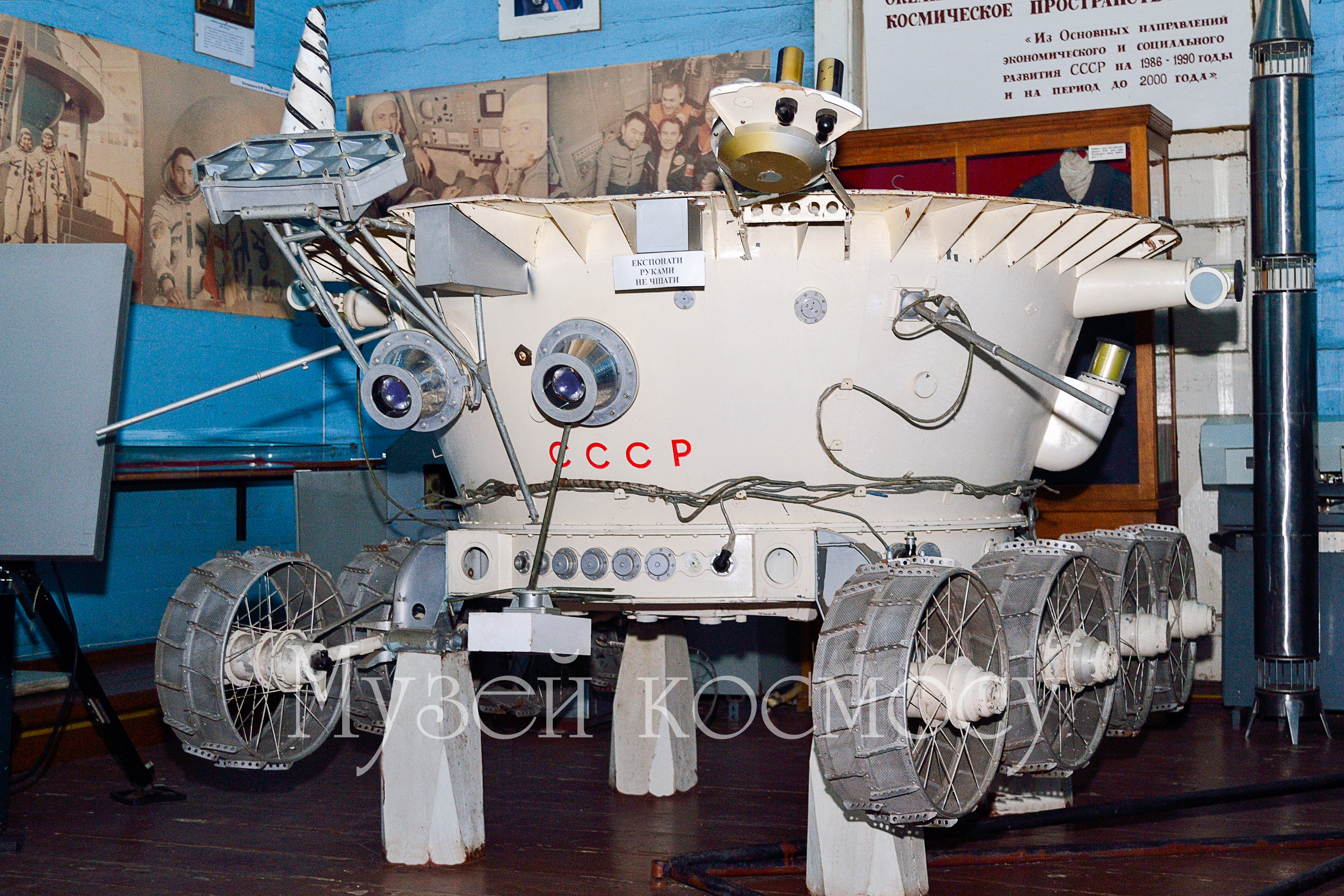
Макет «Лунохода-1».
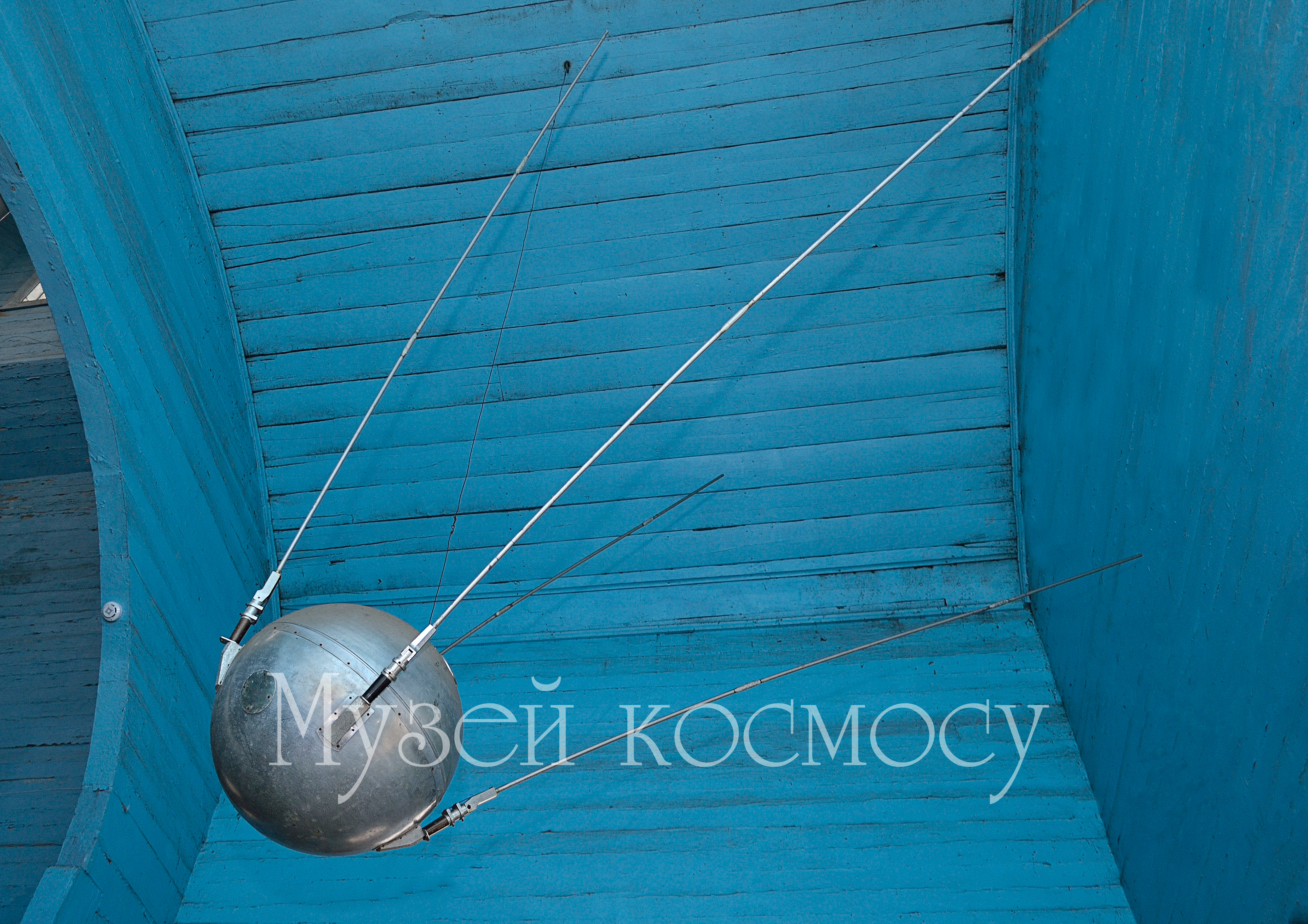
Макет першого штучного супутника Землі.
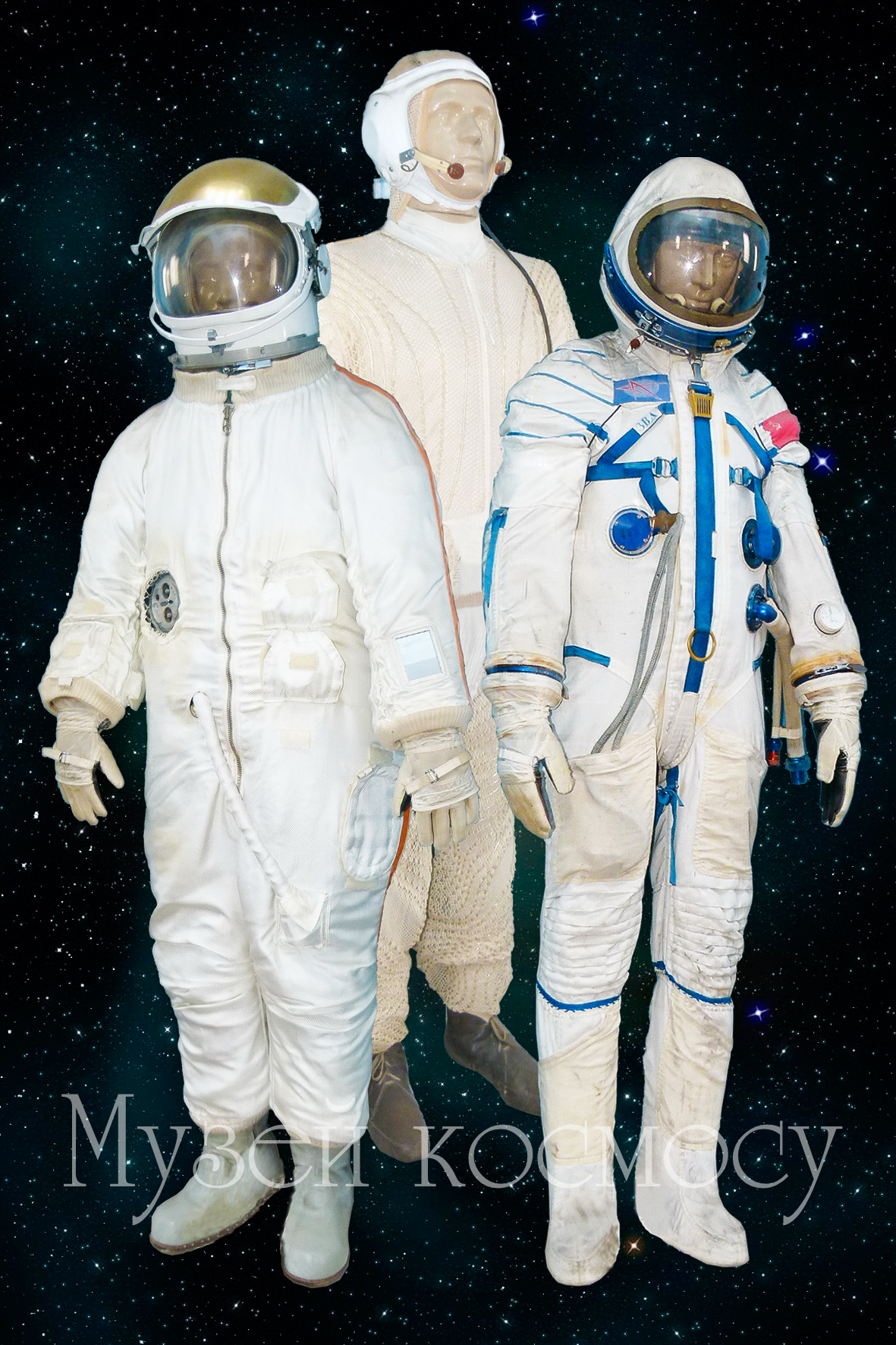
Костюм рідинного охолодження та скафандри космонавтів.
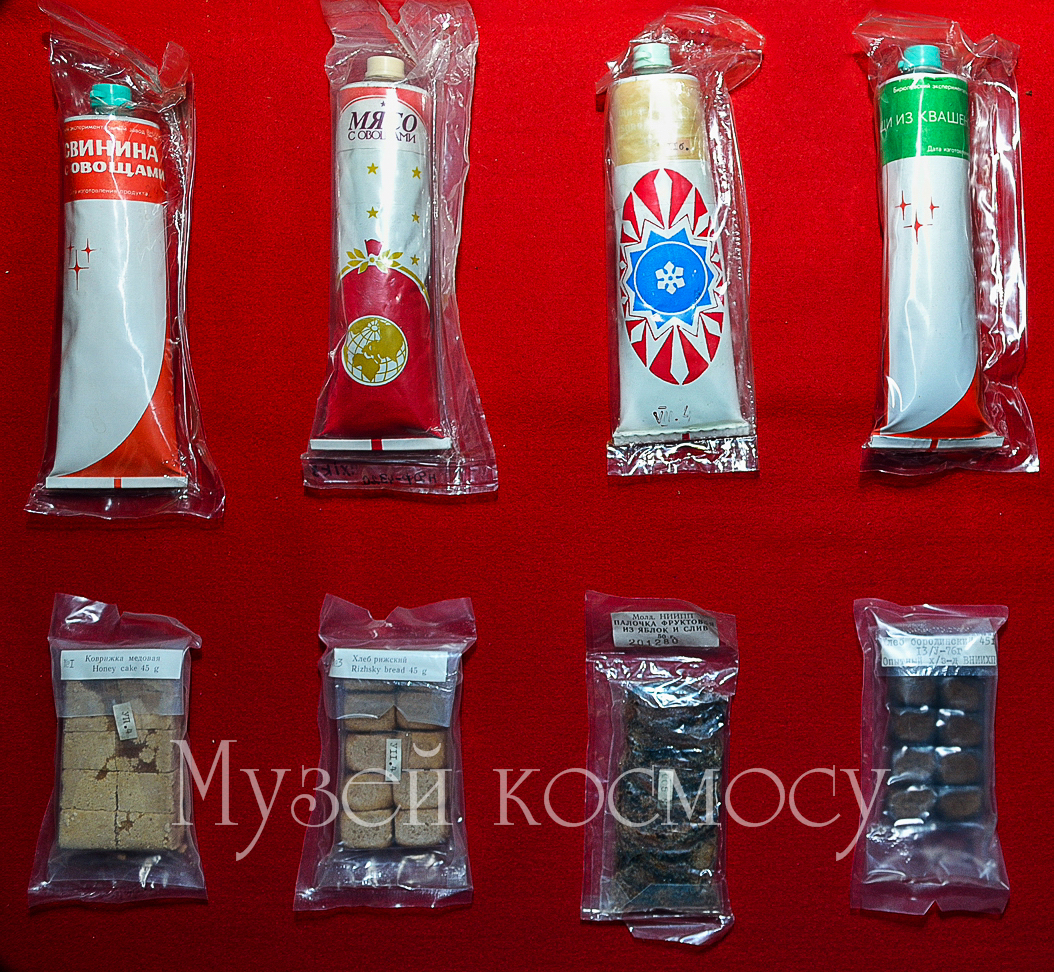
Харчові продукти космонавтів.
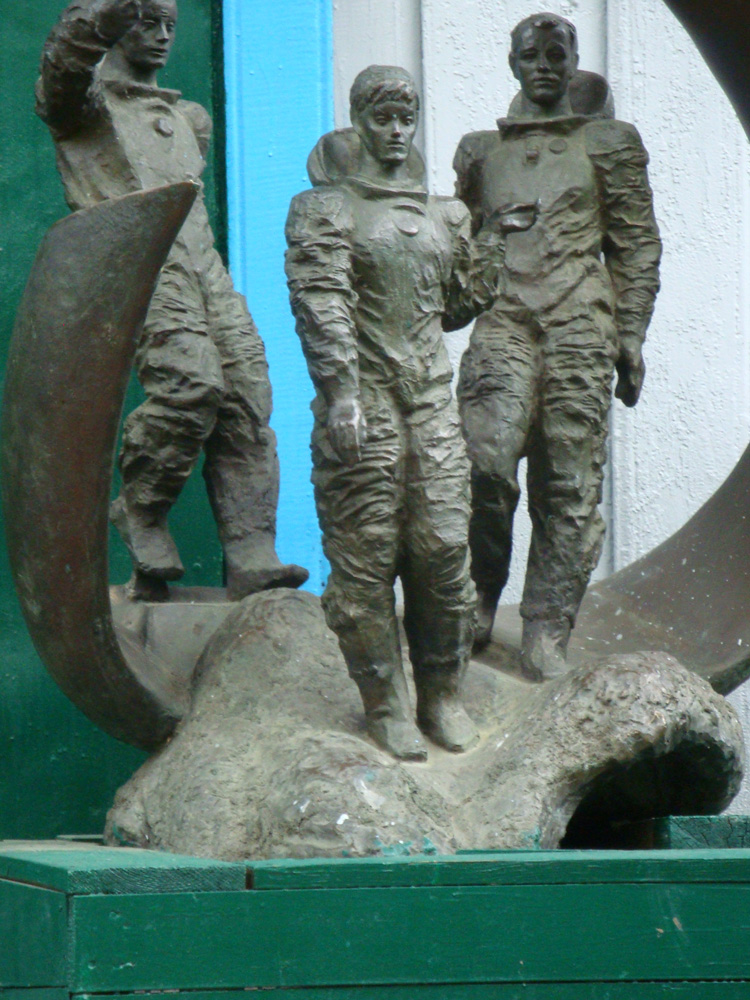
Скульптура «Земляни».